# Dalton-in-Furness
Dalton-in-Furness is een plaats in het bestuurlijke gebied Barrow-in-Furness, in het Engelse graafschap Cumbria met 12799 inwoners. Dalton-in-Furness maakt deel uit van de civil parish Dalton Town with Newton.

## Geboren
- George Romney (1734-1802), kunstschilder